# 2007緯來男子職業撞球大賽
2007男子職業撞球大賽分站赛每站分ABCD四組，每組3人，交叉對戰，每組戰績第一之選手可晉級該站之冠軍戰。
分站冠軍賽由A組冠軍對上B組冠軍、C組冠軍對上D組冠軍，再由兩方勝方爭奪分站冠軍。
年度總冠軍賽分成A、B兩組，每組4人，交叉對戰，預賽、複賽搶9局，冠亞軍搶11局，每組戰績第一、二名之選手可晉級之四強戰，四強戰由A組第一齣戰B組第二，B組第一齣戰A組第二，再由兩方勝方爭奪年度總冠軍。

## 第一站
| 組別 | 選手                            | 分組第一        |
| A    | 王華風、夏揮凱、呂輝展          | 呂輝展          |
| B    | 柯秉逸、吳珈慶、傅哲偉          | 柯秉逸          |
| C    | 鄭從華、楊清順、李昆芳          | 楊清順          |
| D    | 劉峻銓、趙豐邦、梁志勇（ 越南） | 梁志勇（ 越南） |

### 第一站分站冠軍賽
| 場次 | 選手                    | 勝利者          |
| A1   | 呂輝展vs柯秉逸          | 柯秉逸          |
| A2   | 楊清順vs梁志勇（ 越南） | 梁志勇（ 越南） |
| A3   | 柯秉逸vs梁志勇（ 越南） | 柯秉逸          |

第一站
冠軍→柯秉逸、亞軍→梁志勇（ 越南）季軍→呂輝展、楊清順

## 第二站
| 組別 | 選手                              | 分組第一          |
| A    | 吳育綸、黃勝昌、張榮麟            | 張榮麟            |
| B    | 張玉龍、傅哲偉、呂輝展            | 呂輝展            |
| C    | 王泓翔、郭柏成、楊清順            | 楊清順            |
| D    | 趙豐邦、柯秉逸、土方隼斗（ 日本） | 土方隼斗（ 日本） |

### 第二站分站冠軍賽
| 場次 | 選手                      | 勝利者 |
| A1   | 張榮麟vs呂輝展            | 呂輝展 |
| A2   | 楊清順vs土方隼斗（ 日本） | 楊清順 |
| A3   | 呂輝展vs楊清順            | 楊清順 |

第二站
冠軍→楊清順、亞軍→呂輝展
季軍→張榮麟、土方隼斗（ 日本）

## 第三站
| 組別 | 選手                   | 分組第一 |
| A    | 張榮麟、黃勝昌、呂輝展 | 張榮麟   |
| B    | 吳珈慶、郭柏成、柯秉逸 | 吳珈慶   |
| C    | 張裴瑋、傅哲偉、張玉龍 | 張玉龍   |
| D    | 曾慶光、吳育綸、楊清順 | 楊清順   |

### 第三站分站冠軍賽
| 場次 | 選手           | 勝利者 |
| A1   | 張榮麟vs吳珈慶 | 張榮麟 |
| A2   | 張玉龍vs楊清順 | 楊清順 |
| A3   | 張榮麟vs楊清順 | 楊清順 |

第三站
冠軍→楊清順、亞軍→張榮麟
季軍→吳珈慶、張玉龍

## 2007年度總冠軍賽
| 組別 | 選手                           | 分組第一 | 分組第二 |
| A    | 吳珈慶、張榮麟、柯秉逸、吳育綸 | 柯秉逸   | 吳珈慶   |
| B    | 楊清順、傅哲偉、呂輝展、張裴瑋 | 楊清順   | 呂輝展   |

| 場次 | 選手           | 勝利者 |
| A1   | 柯秉逸vs呂輝展 | 柯秉逸 |
| A2   | 楊清順vs吳珈慶 | 吳珈慶 |
| A3   | 柯秉逸vs吳珈慶 | 吳珈慶 |

年度總冠軍→吳珈慶、亞軍→柯秉逸
季軍→呂輝展、楊清順